# Bürbach
Bürbach ist ein Stadtteil der Stadt Siegen in Nordrhein-Westfalen.

## Geografie
Bürbach liegt im Tal des gleichnamigen Bürbaches, der in Siegen in die Weiß mündet, etwa 3 km vom Siegener Stadtkern entfernt. Höchster Berg in der Umgebung ist der Rabenhain östlich des Ortes mit 465 m ü. NHN Höhe. Der Ort selbst liegt auf zwischen 260 und 350 m Höhe. Angrenzende Orte an Bürbach sind Volnsberg im Osten, Kaan-Marienborn im Süden, Siegen im Südwesten, Weidenau im Westen und Dreis-Tiefenbach im Norden.

## Geschichte
Am 3. Juni 1311 wurde Bürbach erstmals urkundlich erwähnt. Zu diesem Zeitpunkt bestand der Ort aus drei Höfen. 1461 bestanden neben diesen Höfen noch vier weitere Höfe, in denen acht steuerpflichtige Einwohner lebten. Bürbach gilt als Ursprungsort des Namens „Spies“, 1484 erstmals erwähnt. Da Teile der Bürbacher Gemarkung teils deutlich höher lagen als der Siegener Stadtkern, konnte diese bereits 1530 problemlos mit Bürbacher Wasser versorgt werden. Diese Versorgung brachte für die Bürbacher jedoch auch Nachteile, da Felder und Wiesen unter weniger Wasser litten. So beschwerte sich ein Bürger 1683 beim Landesherrn darüber. In den Jahren 1736 und 1866 wurden die Leitungen erneuert und verlängert.
Zwischen Mitte des 18. und Mitte des 19. Jahrhunderts prägte eine starke Leinenwebertätigkeit den Ort. Fast 90 % der Einwohner waren zeitweise daran tätig. Dies änderte sich mit der Zeit der Industrialisierung, als viele Bürbacher Bergleute wurden. 14 Erzgruben gab es um den Ort. Die älteste nachweisbare war die Grube Busch, verliehen bzw. erstmals erwähnt im Jahr 1775.
1875 wurde ein Gesangverein gegründet, 1888 folgte eine Pflichtfeuerwehr durch 27 Einwohner. Bürbach gehörte ab 1894 dem Amtsgericht und der Post Siegen an. 1907 wurde eine neue Schule eingeweiht, damit wurde die alte, um 1750 erbaute Schule ersetzt. Im Ersten Weltkrieg kamen 20 Männer nicht nach Hause zurück. 1950 entstand der Kindergarten.
Ehemals dem Amt Weidenau angehörig, wurde der Ort im Zuge der kommunalen Neugliederung am 1. Juli 1966 nach Siegen eingemeindet.
Seit 1971 gehen alle Schüler Bürbachs auf den Siegener Giersberg zur Schule. 1975 wurde eine Friedhofshalle eingeweiht, zwei Jahre später das neue Feuerwehrhaus. 1981 erfolgte die Fertigstellung des Gemeindezentrums. Ab 1988 wurde ein altes Fachwerkhaus umgebaut, dieses steht seit seiner Einweihung am 12. Oktober 1992 als Heimathaus zur Verfügung.

### Einwohnerzahlen
Einwohnerzahlen des Ortes:
| Jahr | Einwohner |
| ---- | --------- |
| 1818 | 235       |
| 1885 | 426       |
| 1895 | 448       |
| 1900 | 518       |
| 1905 | 567       |
| 1910 | 610       |
| 1925 | 548       |

| Jahr | Einwohner |
| ---- | --------- |
| 1933 | 573       |
| 1939 | 554       |
| 1950 | 741       |
| 1961 | 936       |
| 1994 | 2203      |
| 2004 | 1947      |
| 2006 | 1951      |

| Jahr | Einwohner |
| ---- | --------- |
| 2007 | 1944      |
| 2008 | 1930      |
| 2009 | 1939      |
| 2010 | 1911      |
| 2011 | 1874      |
| 2012 | 1890      |
| 2013 | 1978      |

| Jahr | Einwohner |
| ---- | --------- |
| 2014 | 2070      |
| 2015 | 2216      |
| 2016 | 2140      |

## Infrastruktur
In Bürbach befindet sich ein Wohnheim für Studenten der Universität Siegen. Der Ort verfügt über eine Freiwillige Feuerwehr, ein Heimatmuseum, einen Sportverein „Bürbacher Spielvereinigung 1909 e. V.“, einer Sporthalle, einen Jugendtreff, ein Ehrendenkmal sowie einem eigenen gemischten Chor. Im Südosten des Ortes befindet sich ein kleines Industriegebiet, angrenzend an Siegen.
Der Ort liegt an der Kreisstraße 4, die im Süden auf Kaan-Marienborn trifft und im Norden auf die Kreisstraße 5 trifft, die von Siegen über den Giersberg nach Dreis-Tiefenbach führt.

## Persönlichkeiten
- Rolf Krämer (* 1955),  Jurist
- Monika Meyer (* 1972), Fußballspielerin
- Moritz Volz (* 1983), Fußballspieler